# Fjäturen
Fjäturen är en sjö i Sollentuna kommun, Täby kommun och Upplands-Väsby kommun i Uppland som ingår i Norrströms huvudavrinningsområde. Sjön är 9,1 meter djup, har en yta på 0,49 kvadratkilometer och befinner sig 5,9 meter över havet.
Den avvattnas till Mälaren via bland annat Edssjön.
Sjön är en populär fiskesjö med många fiskearter. Roslagsleden passerar förbi sjön i söder.

## Delavrinningsområde
Fjäturen ingår i delavrinningsområde (659595-162316) som SMHI kallar för Inloppet i Fjäturen. Medelhöjden är 26 meter över havet och ytan är 3,68 kvadratkilometer. Räknas de 4 avrinningsområdena uppströms in blir den ackumulerade arean 11,57 kvadratkilometer. Vattendraget som avvattnar avrinningsområdet har biflödesordning 4, vilket innebär att vattnet flödar genom totalt 4 vattendrag innan det når havet efter 68 kilometer. Avrinningsområdet består mestadels av skog (35 procent). Avrinningsområdet har 3,01 kvadratkilometer vattenytor vilket ger det en sjöprocent på 8,1 procent. Bebyggelsen i området täcker en yta av 15,41 kvadratkilometer eller 42 procent av avrinningsområdet.